# Амори Васили
Амори Шотар (фр. Amaury Vassili Chotard; Руан, Горња Нормандија, 8. јун 1989), познатији као Амори Васили (фр. Amaury Vassili), француски је певач и најмлађи професионални тенор на свету. Његов деби албум Vincero из 2009. постао је двоструки платинасти у Француској, а такође је постигао међународни успех са издањима у Канади, Јужној Африци и Јужној Кореји.
Дана 27. јануара 2011, Француска радио-телевизија саопштила је да ће Васили представљати Француску на Песми Евровизије 2011, која је одржана у Диселдорфу у Немачкој. Том приликом певао је песму Sognu на корзичком језику и заузео 15 место.